# Heteropenaeus longimanus
Espèce
Heteropenaeus longimanus, communément appelé Crevette à longues pattes, est une espèce de crevette de la famille des Penaeidae, native du Bassin Indo-Pacifique.

## Habitat et répartition
La Crevette à longues pattes est présente dans les eaux tropicales de la région centrale du bassin Indo-Pacifique, de l'Indonésie aux Philippines et des îles méridionales du Japon à la Nouvelle-Calédonie.